# Estação Edison
A Estação Edison é uma das estações do Metrorrey, situada em Monterrei, entre a Estação Hospital e a Estação Central. Administrada pela STC Metrorrey, faz parte da Linha 1.
Foi inaugurada em 25 de abril de 1991. Localiza-se no cruzamento da Avenida Edison com a Avenida Cólon. Atende o centro da cidade.